# Energie liberă
| Potențiale termodinamice | Potențiale termodinamice              |
| ------------------------ | ------------------------------------- |
| Energie internă          | {\displaystyle U\left(S,V,N\right)\,} |
| Entalpie                 | {\displaystyle H\left(S,p,N\right)\,} |
| Energie liberă           | {\displaystyle F\left(T,V,N\right)\,} |
| Entalpie liberă          | {\displaystyle G\left(T,p,N\right)\,} |
| modifică                 |                                       |

Energia liberă (sau energia liberă Helmholtz, denumirea recomandată de IUPAC fiind Helmholtz energy sau Helmholtz function) este o funcție de stare a unui sistem termodinamic. Energia liberă e legată de alte mărimi termodinamice fundamentale prin relația
{\displaystyle \quad F=U-TS,\,}
unde {\displaystyle U\,} este energia internă, {\displaystyle T\,} temperatura, iar {\displaystyle S\,} entropia.
Variația energiei libere într-o transformare izotermă reprezintă limita superioară a energiei care poate fi transferată către sistem în cursul transformării sub formă de lucru mecanic; această limită este atinsă dacă și numai dacă transformarea este și reversibilă. Într-o transformare izotermă la variabile de poziție constante, un sistem va atinge o stare finală de echilibru termodinamic corespunzătoare unui minim al energiei libere.
Exprimată ca funcție de temperatură și de variabilele de poziție, energia liberă este un potențial termodinamic.

## Istoric
Conceptul a fost introdus de Hermann Helmholtz în opera sa Thermodynamik chemischer Vorgänge din 1882.

## Energia liberă a unui fluid
Fie o cantitate de fluid, care poate fi un amestec de {\displaystyle c\,} componente din specii diferite de substanțe chimice. O stare de echilibru a acestui sistem este complet descrisă de variabilele temperatură {\displaystyle T,\,} volum {\displaystyle V\,} și cantitățile în care sunt prezente componentele sale {\displaystyle N=\left(N_{1},...,N_{c}\right)\,}. Energia liberă {\displaystyle F\left(T,V,N\right)=U-TS\,} este un potențial termodinamic. Diferențiala totală
{\displaystyle dF=-S\,dT-p\,dV+\sum _{k=1}^{c}\mu _{k}\,dN_{k}\,}
furnizează ecuațiile de stare
{\displaystyle \left({\frac {\partial F}{\partial T}}\right)_{V,\{N_{k}\}}=-S,\quad \left({\frac {\partial F}{\partial V}}\right)_{T,\{N_{k}\}}=-p,\quad \left({\frac {\partial F}{\partial N_{j}}}\right)_{T,V,\{N_{k\neq j}\}}=\mu _{j}.}